# Kotuń (gmina)
Kotuń (daw. gmina Żeliszew) – gmina wiejska w województwie mazowieckim, w powiecie siedleckim. W latach 1975–1998 gmina położona była w województwie siedleckim.
Siedziba gminy to Kotuń.
Według danych z 2013 roku gminę zamieszkiwało 8606 osób.

## Struktura powierzchni
Według danych z roku 2002 gmina Kotuń ma obszar 149,87 km², w tym:
- użytki rolne: 69%
- użytki leśne: 20%

Gmina stanowi 9,35% powierzchni powiatu.

## Demografia

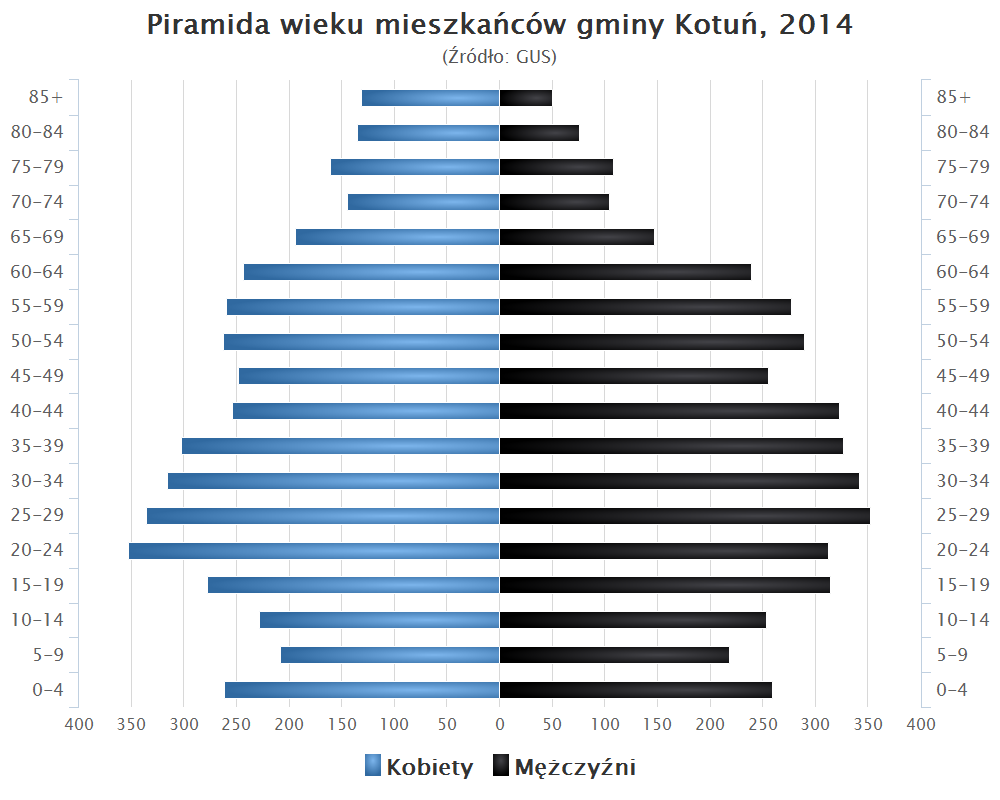
Piramida wieku mieszkańców gminy Kotuń w 2014 roku

Dane z 30 czerwca 2004:
| Opis                              | Ogółem | Ogółem | Kobiety | Kobiety | Mężczyźni | Mężczyźni |
| --------------------------------- | ------ | ------ | ------- | ------- | --------- | --------- |
| jednostka                         | osób   | %      | osób    | %       | osób      | %         |
| populacja                         | 8471   | 100    | 4264    | 50,3    | 4207      | 49,7      |
| gęstość zaludnienia (mieszk./km²) | 56,5   | 56,5   | 28,5    | 28,5    | 28,1      | 28,1      |

## Sołectwa
Albinów, Bojmie, Broszków, Chlewiska, Cisie-Zagrudzie, Czarnowąż, Gręzów, Jagodne, Józefin, Kępa, Koszewnica, Kotuń, Łączka, Łęki, Marysin, Mingosy, Niechnabrz, Nowa Dąbrówka, Oleksin, Pieńki, Pieróg, Polaki, Rososz, Ryczyca, Sionna, Sosnowe, Trzemuszka, Tymianka, Wilczonek, Żdżar, Żeliszew Duży, Żeliszew Podkościelny.

## Sąsiednie gminy
Grębków, Kałuszyn, Mokobody, Mrozy, Siedlce, Skórzec